# Silverbräcka
Silverbräcka (Saxifraga paniculata) är en stenbräckeväxtart som beskrevs av P. Mill.. Silverbräcka ingår i Bräckesläktet som ingår i familjen stenbräckeväxter. Arten förekommer tillfälligt i Sverige, men reproducerar sig inte.

## Underarter
Arten delas in i följande underarter:
- S. p. cartilaginea
- S. p. laestadii
- S. p. neogaea
- S. p. paniculata

## Bildgalleri

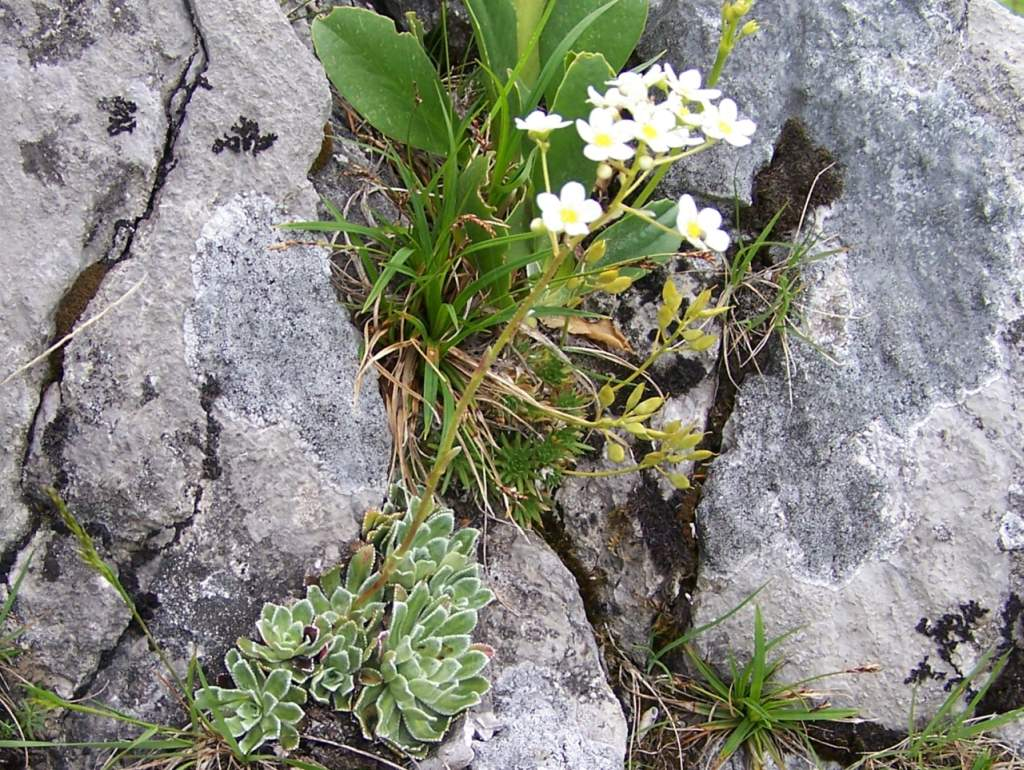
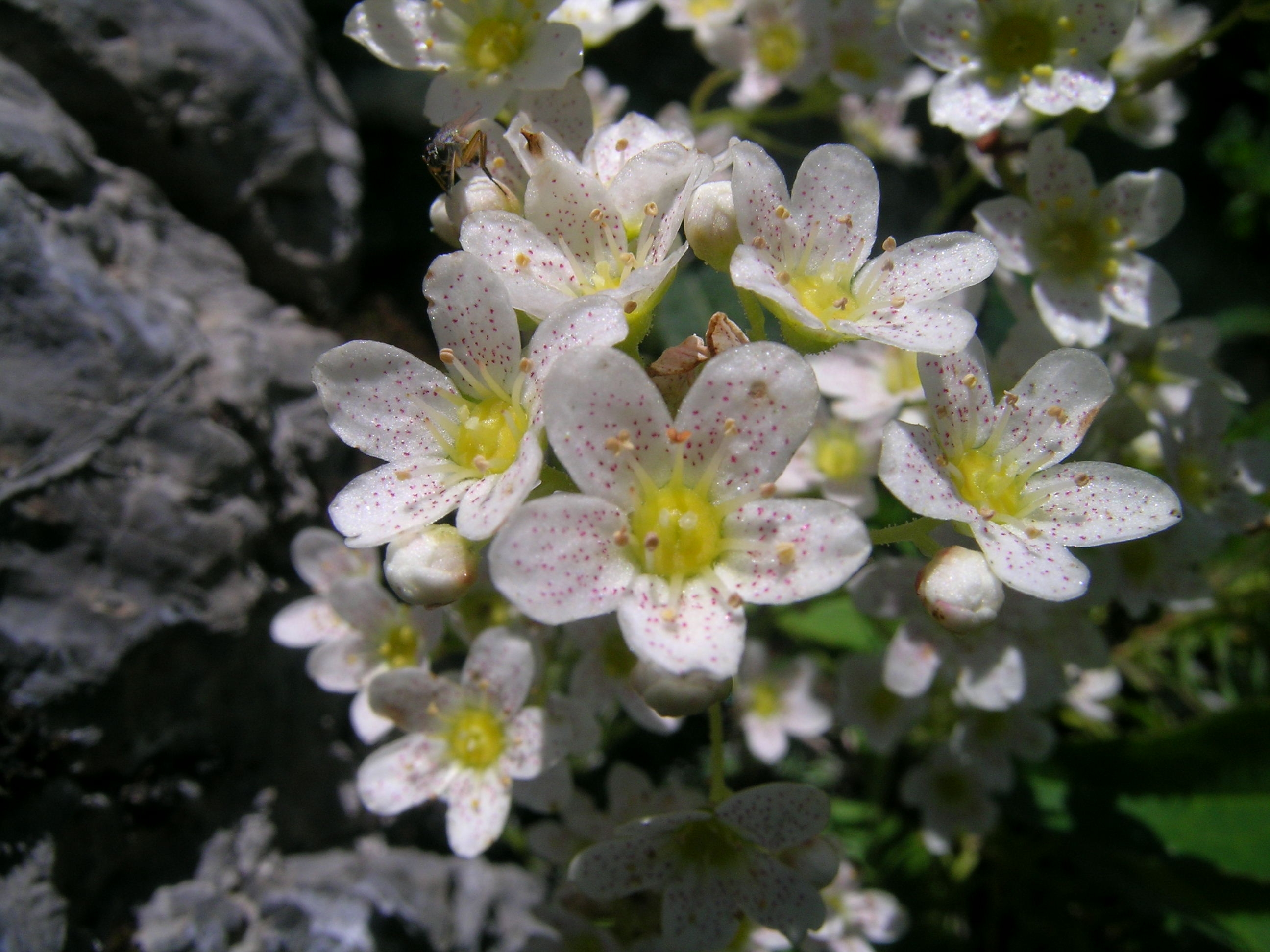
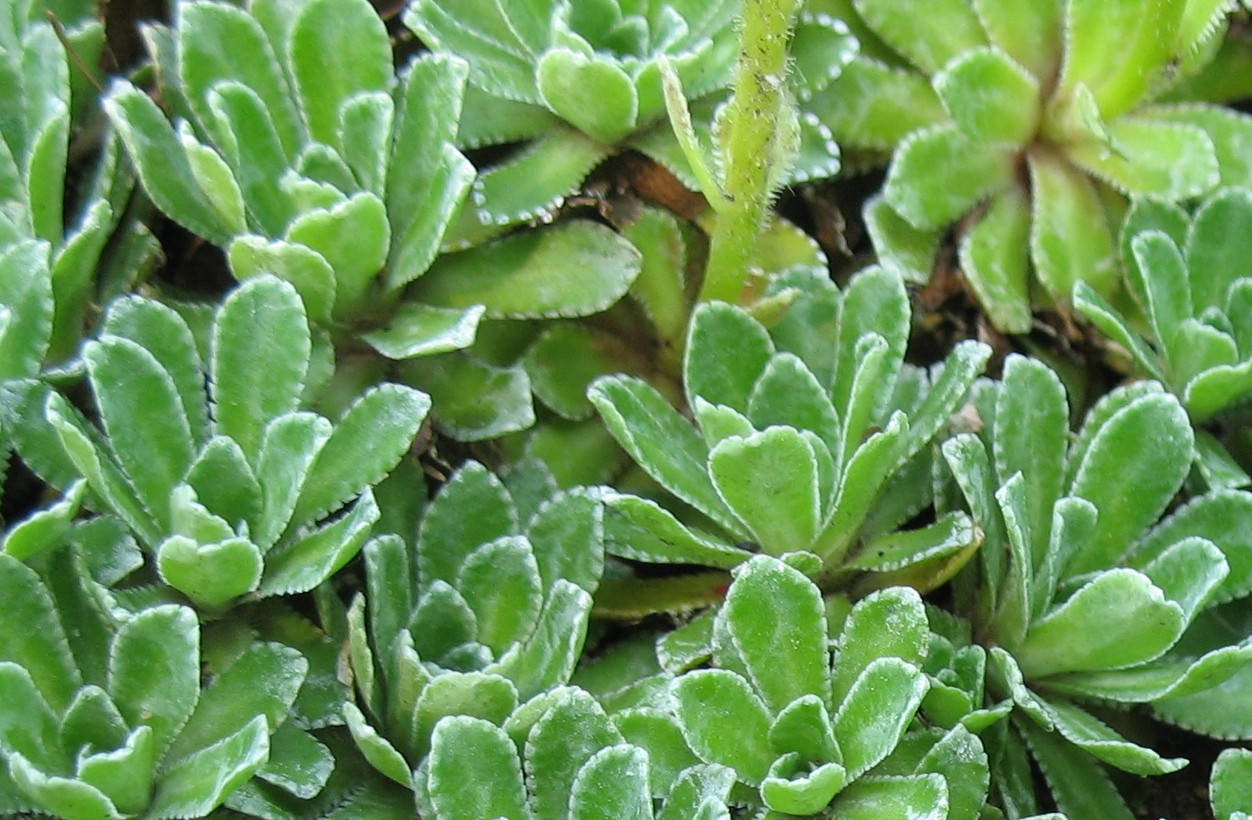
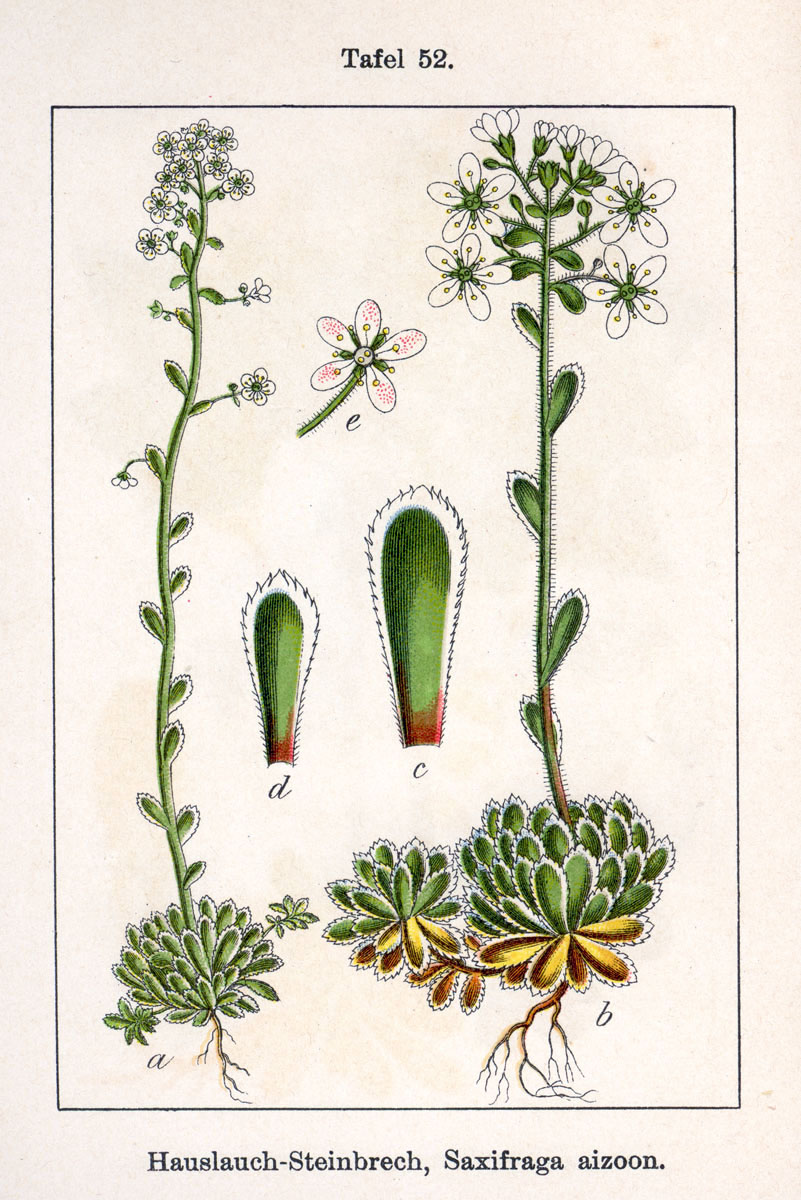
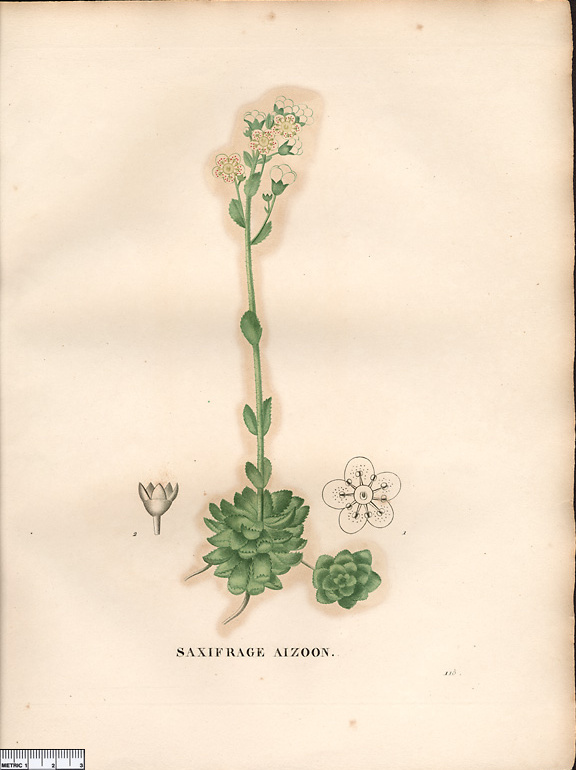
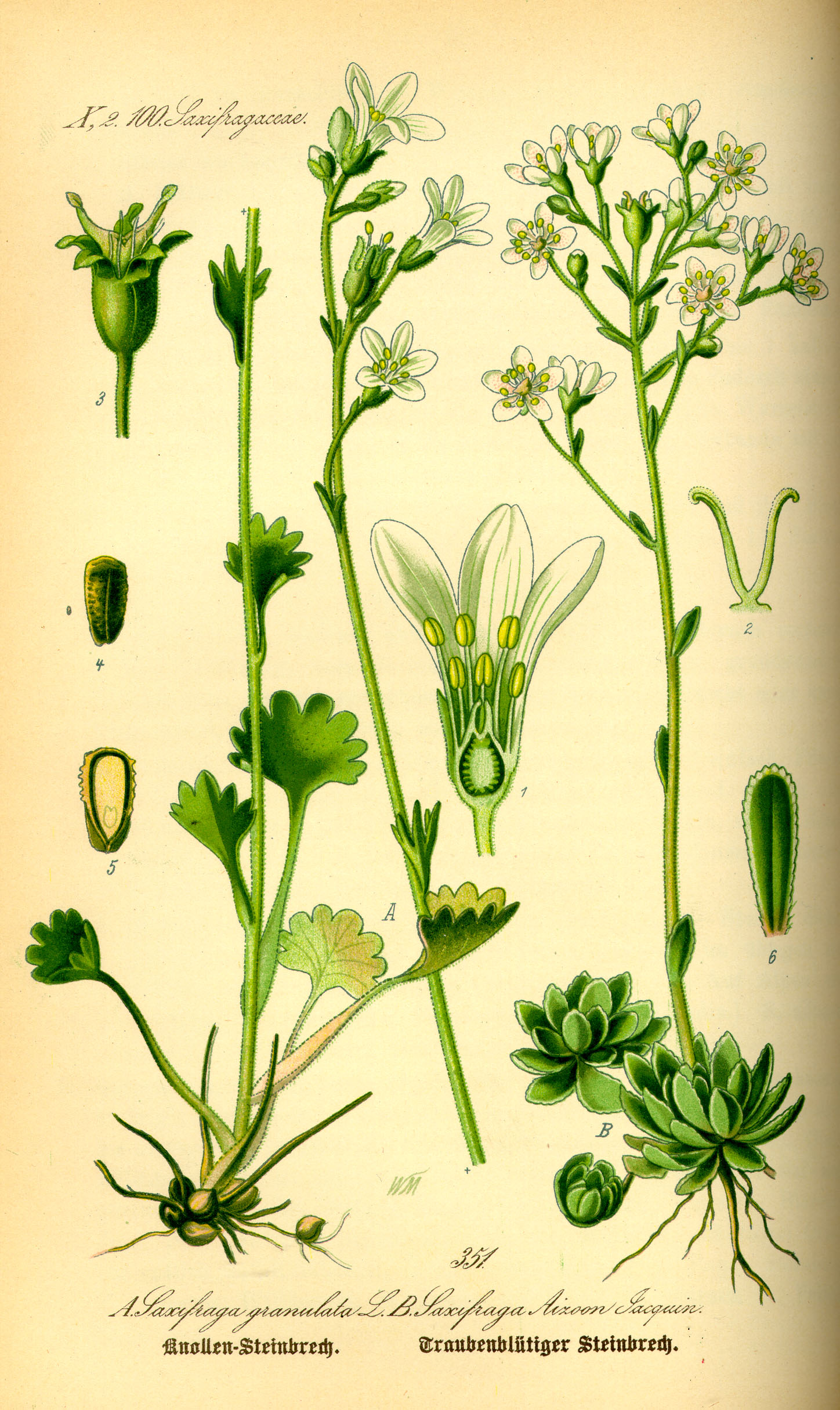